# 래슬스 자작 알렉산더 래슬스
래슬스 자작 알렉산더 에드거 래슬스(Alexander Edgar Lascelles, Viscount Lascelles, 1980년 5월 13일 ~ )는 영국의 세습귀족(Hereditary peer)이다. 제8대 헤어우드 백작 데이비드 래슬스와 헤어우드의 래슬스 자작 시절의 첫째 부인인 래슬스 자작부인 마거릿 래슬스(Margaret Lascelles, Viscountess Lascelles)사이의 아들로 태어났다. 현재 헤어우드 백작위 차기계승자이자 영국의 왕위 계승 순위 64위이다. 웨일스 공 윌리엄과는 10촌간이다.